# Vigeland
För andra betydelser, se Vigeland (olika betydelser).
Vigeland är en tätort i Agder fylke i södra Norge.
Från Vigeland stammar konstnärssläkten Vigeland, vars mest kända medlemmar är skulptören Gustav Vigeland (född Thorsen) samt brodern, likaledes skulptören Emanuel Vigeland. Gustav Vigeland är mest känd för skulpturparken Vigelandsanlegget i Oslo.
Orten utgjorde tidigare centralort i Lindesnes kommun.